# Wilmersdorfer Straße (métro de Berlin)
Wilmersdorfer Straße est une station de la ligne 7 du métro de Berlin, dans le quartier de Charlottenbourg.

## Histoire
La station ouvre le 28 avril 1978 dans le cadre de l'extension de la ligne 7 vers le nord-est de Berlin.